# Красный дрожжевой рис
Красный дрожжевой рис (красный ферментированный рис, красный рис «кодзи», красный кодзиевый рис, ан-ка, анг-как) — ферментированный рис красного оттенка, окрашивающийся в результате культивирования на рисе плесени Monascus purpureus.
Красный дрожжевой рис упоминается в китайских документах, датированных 300 годом до н. э., куда попал из Японии.
В литературе о Японии чаще называется «красным рисом кодзи»; в отношении Китая предпочитают термин «красный дрожжевой рис».
Красный дрожжевой рис применяется в кулинарии и в традиционной китайской медицине.
В разных странах красный дрожжевой рис является безрецептурной биодобавкой (БАД). В США БАД с экстрактом красного дрожжевого риса запрщены к свободной продаже с 1998 года как содержащие рецептурный монаколин К.

## Национальные названия
Слово «кодзи» на японском языке буквально обозначает «зерно или боб, заросшие плесенью».
В Японии различают красный дрожжевой рис двух видов: рис с проросшими в нём грибами вида Aspergillus oryzae называют «кодзи» (kôji), а с грибками вида Monascus purpureus — «бени кодзи» (beni kôji).
В Китайском языке для красного ферментированного риса используется тот же иероглиф, что и в японском, произносится chew, запись на пиньинь — qu, а в транскрипции Уэйда — Джайлза — ch’ü.
Японское слово «кодзи» (kôji) для обозначения ферментированного грибками в красный цвет риса широко используется как в западных странах, так и в остальном мире за исключением Китая.
В филиппинском языке красный дрожжевой рис называют «анг-как».

## История
В Японии существует давняя традиция приготовления ферментированного риса разных видов. Первое известное учёным письменное свидетельство о красном ферментированном рисе — это китайский текст 300 года до н. э. В дальнейшем красный дрожжевой рис в Китае упоминается в текстах династии Тан в 800 году н. э.
Красный дрожжевой рис описан в китайской фармакопее «Бэньцао ганму», составленной Ли Шичжэнем, в которой его рекомендовалось принимать внутрь, чтобы укрепить организм, помочь пищеварению и «активировать кровь».
Современное использование красного ферментированного риса в качестве пищевой добавки началось в конце 1970-х годов после выделения учеными ловастатина из Aspergillus и монаколинов из Monascus, именно они используются для приготовления красного дрожжевого риса. Химический анализ показал идентичность ловастатина и монаколина К. Разные штаммы плесени Monascus производят разные количества монаколинов. Штамм 'Went' Monascus purpureus, при правильной ферментации и обработке, позволяет получить сухой порошок дрожжевого красного риса с содержанием монаколинов около 0,4 %, из них примерно половину составляет монаколин К. (Ловастатин запатентован как рецептурный препарат Мевакор.)

## Производство
Красный дрожжевой рис получают путем культивирования плесневого грибка Monascus purpureus на рисе в течение 3—6 дней при комнатной температуре. После ферментации зёрна риса становятся ярко-красными внутри и красновато-пурпурными снаружи.
Готовый продукт продается в виде просушенного зерна, перетертым во влажную пасту (после варки и пастеризации) или измельченным в порошок. Крупнейшим в мире производителем красного дрожжевого риса является Китай, но на рынке также представлены европейские компании.

## Применение

### Кулинария
Красный дрожжевой рис используется для окраски пищевых продуктов, таких как маринованный тофу, красный рисовый уксус, часыu, утка по-пекински или китайская выпечка. Исторические записи указывают на его применение в Японии в качестве красителя с 300 года до н. э.
Он также традиционно используется в производстве нескольких видов китайского хуанцзю (шаосин дзиу) и японского сакэ (акаисаке), придавая этим напиткам красноватый оттенок.
Хотя красный дрожжевой рис используется в кулинарии, в основном, для окраски, он также придает пище тонкий, приятный вкус и часто встречается в кухне китайской провинции Фуцзянь.
Красный дрожжевой рис (анг-как на филиппинском языке) широко используется на Филиппинах для традиционной окраски и консервации блюд, например, ферментированные креветки (багун аламанг), буронг исда (ферментированный рис и рыба) и балао-балао (ферментированный рис и креветка).

### Китайская медицина
Красный дрожжевой рис используется в китайской гербологии и традиционной китайской медицине. Его лекарственное применение описано в китайской фармакопее Бэньцао ганму, составленной Ли Шичжэнем около 1590 года В книге рекомендуется принимать рис внутрь, чтобы укрепить организм, помочь пищеварению и активировать кровь.. В одном источнике[каком?] приводятся следующие слова Ли Шичжэня о красном рисе: «… воздействие, стимулирующее кровообращение и освобождающее от застоя, укрепляющее селезенку и устраняющее несварение».

### Препараты из красного дрожжевого риса и статинов
В конце 1970-х годов исследователи в Соединенных Штатах и Японии выделили ловастатин из Aspergillus и монаколины из Monascus, который используется для приготовления красного дрожжевого риса при культивировании в тщательно контролируемых условиях. Химический анализ показал, что ловастатин и монаколин К — это идентичные химические соединения. Ловастатин был запатентован как рецептурный препарат Мевакор. Красный дрожжевой рис продается как безрецептурная биодобавка.
Ловастатин и другие рецептурные препараты статина ингибируют синтез холестерина, блокируя действие фермента HMG-CoA редуктазы. Как следствие, уровни общего холестерина и холестерина ЛПНП снижаются на 24—49 % в зависимости от количества статина и дозировки. Разные штаммы плесени Monascus производят разные количества монаколинов. Штамм 'Went' Monascus purpureus, при правильной ферментации и обработке, позволяет получить сухой порошок красного дрожжевого риса с содержанием монаколинов порядка 0,4 %, примерно половину из которых составляет монаколин K (химически идентичен ловастатину).

#### Нормативные ограничения США
Аргументация Управления по контролю за продуктами и лекарствами США (FDA) заключается в том, что продукты из красного дрожжевого риса, содержащие монаколин К, идентичны рецептурному лекарству и, таким образом, подлежат регулированию в качестве лекарственного средства. В 1998 году FDA предприняло меры по запрету препарата Холестина, содержащего экстракт красного дрожжевого риса. Окружной суд США в штате Юта принял решение разрешить продажу препарата без ограничений, но оно было отменено в Апелляционном суде США в 2001 году.
В 2007 году FDA разослало предупреждающие письма двум компаниям, производящим пищевые добавки. Одна из них заявляла о содержании монаколина в своем препарате RYR, другая — отрицал, но FDA отметило, что обе пищевые добавки содержали монаколины. Оба препарата были отозваны. В пресс-релизе FDA «… предупреждает потребителей не покупать и не употреблять продукты из красного дрожжевого риса … может содержать запрещенный лекарственный препарат, которое может быть вредным для здоровья». Обоснование «вреда для здоровья» заключалось в том, что потребители могут не понимать, что монаколинсодержащий красный дрожжевой рис настолько же опасен, как назначаемые по рецепту статиныref name="FDAPressRelease"/>.
В отчёте об анализе продуктов за 2010 год было протестировано 12 продуктов в продаже в США, и сообщалось, что на капсулу в 600 мг общее содержание монаколинов составляло от 0,31 до 11,15 мг. В исследовании, проведённом в 2017 году, было протестировано 28 марок биодобавок из красного дрожжевого риса, приобретенных у розничных продавцов США, в которых указывалось, что «количество монаколина К варьируется от нулевого до рецептурного». Многие продавцы уходят от регулирования FDA, снижая содержание монаколина до незначительного. На упаковках и на сайтах написано не более, чем «ферментированные по традиционным азиатским методам» или «похожие на те, что используются в кулинарных целях». Маркировка на этих продуктах часто ничего не говорит о снижении уровня холестерина. Если продукты не содержат ловастатин, не утверждают, что содержат ловастатин, и не претендуют на снижение уровня холестерина, то они не подлежат действию FDA. Два обзора подтверждают, что содержание монаколина в пищевых добавках из красного дрожжевого риса может варьироваться в широких пределах, причем некоторые из них содержат совсем незначительное количество монаколинов.

#### Клинические испытания
В клинических испытаниях обычно используется 1200—2400 мг/день красного дрожжевого риса, содержащего приблизительно 10 мг монаколинов, из которых половину составляет монаколин К. По данным метаанализа, холестерин ЛПНП снизился на 1,02 ммоль/л (39,4 мг/дл) по сравнению с плацебо. Частота зарегистрированных побочных эффектов изменялась от 0 % до 5 % и не отличалась от контроля. Второй метаанализ, включающий более поздние клинические испытания, также показал значительное снижение уровня общего уровня холестерина и холестерина ЛПНП.
В рамках первого обзора самое большое и самое продолжительное клиническое испытание было проведено в Китае. Около 5000 пациентов после сердечного приступа наблюдались в среднем в течение 4,5 лет и в течение этого периода принимали плацебо или препарат RYR под названием Xuezhikang (кит. 血脂康). Тестируемый препарат представлял собой этанольный экстракт красного дрожжевого риса с содержанием монаколина К 11,6 мг/день. Ключевые результаты: в группе, получавшей лечение, риск последующих сердечных приступов снизился на 45 %, смертность от сердечно-сосудистых заболеваний — на 31 % и общая смертность — на 33 %. Эти показатели оказывались лучше результатов, полученных для рецептурных статинов. В обзоре 2008 года указывалось, что кардиозащитные эффекты статинов у населения Японии проявляются при более низких дозах, чем в западных популяциях, и высказывалась гипотеза, что низкое количество монаколинов в препарате Xuezhikang могло быть более эффективным в отношении защиты от атеросклероза, чем ожидалось у населения Китая по той же причине.

#### Безопасность
Безопасность продуктов из красного дрожжевого риса не установлена. Было обнаружено, что некоторые коммерческие добавки содержат высокий уровень токсина цитринина. Поскольку коммерческие продукты содержат разные количества монаколинов, и редко упоминают о них в составе на этикетке, определить риск сложно. Поставщики ингредиентов также обвинялись в добавлении очищенного ловастатина к препаратам на основе красного дрожжевого риса. В качестве доказательства в одном опубликованном анализе было показано, что несколько коммерческих продуктов почти полностью состоят из монаколина К — это происходит, когда ловастатин добавляется незаконно, — а не ожидаемого состава из нескольких соединений монаколина.
В литературе имеются сообщения о миопатии и повреждении печени в результате употребления красного дрожжевого риса: «потенциальные сигналы безопасности о миопатиях и повреждениях печени позволяют выдвинуть гипотезу, что профиль безопасности RYR аналогичен профилю статинов. Следует содействовать постоянному мониторингу пищевых добавок, чтобы, наконец, охарактеризовать их профиль риска, таким образом, поддерживая регулирующие органы в соответствующих действиях».
Группа по пищевым добавкам и источникам питательных веществ Европейского органа по безопасности пищевых продуктов (EFSA) добавила в «Пищевые продукты» заключение, что, когда препараты из красного дрожжевого риса содержат монаколины, Группа не смогла определить потребление, которое можно считать безопасным. Причиной послужили сообщения об исследованиях тяжелых побочных реакций на продукты, содержащие монаколины в количествах от 3 мг/день.
Красный дрожжевой рис не рекомендуется во время беременности или кормления грудью.
Известны случаи госпитализации и смерти людей, принимавших БАД с красным дрожжевым рисом